# Virginia Gilder
Pour les articles homonymes, voir Gilder.
Virginia Anne Gilder, née le 4 juin 1958 à New York, est une rameuse d'aviron américaine. 

## Carrière
Médaillée de bronze de skiff aux Championnats du monde d'aviron 1983 à Duisbourg, Virginia Glider est ensuite médaillée d'argent de quatre barré aux Jeux olympiques de 1984 à Los Angeles (avec Anne Marden, Joan Lind, Lisa Rohde et Kelly Rickon).